# Општина Старо Нагоричане
Општина Старо Нагоричане је једна од 6 општина Североисточног региона у Северној Македонији. Седиште општине је истоимено село Старо Нагоричане.
Општина Старо Нагоричане је општина са бројном српском мањином у Северној Македонији, где српски језик има статус службеног језика.

## Положај
Општина Старо Нагоричане налази се у северном делу Северне Македоније и погранична је са Србијом на северу. Са других страна се налазе друге општине Северне Македоније:
- исток — Општина Ранковце
- југ — Општина Кратово
- запад — Општина Куманово

## Природне одлике
Рељеф: Општина Старо Нагоричане налази се у сливу реке Пчиње, у подручју Родопских планина. Западна половина општине је долинска, док је источна планинска — планине Козјак, Рујен, Германска планина и Перен.
Клима у општини је умереноконтинентална.
Воде: Најважнији водоток у општини је река Пчиња која тече у западној половини, од границе са Србијом, ка југу, док се у крајњем југоисточном делу тече и кратким делом тока Крива Река.

## Становништво
Општина Старо Нагоричане имала је по последњем попису из 2002. г. 4.840 ст., од чега у седишту општине 555 ст (12%). Општина је слабо насељена, посебно сеоско подручје.
Национални састав по попису из 2002. године био је:
|           | Број  | Постотак |
| Укупно    | 4.840 | 100%     |
| Македонци | 3.906 | 80,7%    |
| Срби      | 926   | 19,1%    |
| остали    | 8     | 0,2%     |

## Насељена места
У општини постоји 39 насељених места, сва са статусом села:
(** — село са српском већином, * — село са српском мањином)
| - Старо Нагоричане** - Алгуња** - Аљинце - Арбанашко - Бајловце - Брешко - Буковљане - Војник | - Враготурце - Врачевце - Дејловце - Длабочица - Добрача - Драгоманце - Дренак - Жегљане | - Жељувино - Канарево - Карловце - Којинце - Кокино - Мигленце** - Макреш - Малотино* | - Младо Нагоричане - Никуљане** - Облавце - Орах - Осиче - Пелинце - Пузајка - Рамно | - Руђинце - Степанце - Стрезовце - Стрновац* - Цветишница - Цвиланце - Челопек |  |

## Занимљивости
Посебно леп пример српске средњовековне црквене архитектуре је манастир Светог Ђорђа из 14. века.

## Општине побратими
Старо Нагоричане је побратимљено са следећим општинама:
- Вождовац, Србија
- Горњи Милановац, Србија
- Сурдулица, Србија
- Свињица, Румунија
- Беране, Црна Гора